# Pseudosilis kinabatangana
Pseudosilis kinabatangana es una especie de coleóptero de la familia Cantharidae.

## Distribución geográfica
Habita en Borneo.